# Биховець Іван Рошкевич
Іван Рошкевич Биховець (близько 1630 — ?) — український дипломатичний діяч часів гетьмана Івана Мазепи, військовий канцелярист, перекладач Війська Запорозького.

## Біографія
У 1649 році за «Реєстром війська Запорозького», в Ніжинському полку згадується рядовий козак Іван Биховець, що дає підставу вважати його учасником національно-визвольної війни Богдана Хмельницького. У 1665 році гетьман Війська Запорозького (лівобережний) Іван Брюховецький посилав генерального осавула Якова Лизогуба з канцеляристом-перекладачем Іваном Биховцем до калмицькому хану Аюки з проханням надати допомогу у війні з поляками. Дипломати, як повідомляє Лизогубівський літопис, успішно впоралися із завданням «Калмиков, яких 6000, препровадили до гетьмана».
У 1669 р. підпис Івана Биховця як «підпис військової канцелярії» зустрічається під статтями про обрання Дем'яна Многогрішного, наступником Івана Брюховецького на посаді гетьмана.
У купчої 1671 повідомлялося, що Олішевський обиватель Тарас Андрійович продав Івану Рошкевичу Биховцю хутір. Очевидно, мова йде про хутір Грабовський, числився за канцеляристом і його сім'єю. Іван Биховець придбав також після 1667 р. млин під Вороніжем на річці османів (нинішня Орловська область в Росії) і заснував слободу під Олишівка.
Після зміщення гетьмана канцелярист Іван Биховець перебрався на Правобережжя в Чигирин під прапори гетьмана Правобережної України Петра Дорошенка. У 1674 р. основна частина козацької старшини і козаків правобережного гетьманату перейшла на Лівобережжя.
Гетьман Війська Запорозького на Лівобережній Україні Іван Самойлович періодично використовував здатності перебіжчика, зокрема, його знання мови ординців. Так, в 1677 р. він послав Івана Биховця до калмиків Тайджі з проханням надіслати війська для спільної участі в Чигиринському поході.

## На службі в гетьмана Івана Мазепи
Служба в Чигирині писарем суду при Петрові Дорошенку, літературні заняття канцеляриста зблизили Івана Биховця та Івана Мазепу. У Криму його вважали найближчою до гетьмана людиною. Є свідчення того, що вже в 1693 році він називався важливим військовим товаришем. Биховець виконував різні дипломатичні доручення Мазепи. Відомо, що 17 серпня 1697 від будучи гетьманським посланцем розвозив накази в міста по Дніпру і Пслу.
У 1704 р. гетьман доручив йому дипломатичну місію в Кримське ханство. Про неї Іван Биховець докладно розповів у своєму « Діаріуші», своєрідному звіті про все почуте, побачене, адресованому як Мазепі, так і московським чиновникам (копія його нотаток прямувала до Москви). Гетьманський посланник зустрічався з Кримським ханом Селім I Ґераєм. Дипломат Биховець, як видно з його нотаток, добре знав стан в Криму, Польщі, володів татарською мовою, бо «сам з ними перекладав». В ході своєї місії він домігся звільнення з неволі багатьох українців, захоплених в полон.
Самійло Величко одним із джерел своєї праці «Літопис подій у Південно-Західній Росії в XVII ст.» Назвав щоденник Самійла Зорьки, який потрапив до нього від одного — канцеляриста Сильвестра Биховця. Батько останнього Іван Биховець «був за канцеляриста при тогобічних чигиринських гетьманів і там переписав собі той Діаріуш діянь Хмельницького».
Деякі історики приписують Івану Биховцю авторство Літописі самовидця — одного з фундаментальних джерел з української історії та історії Східної Європи XVII століття.